# Form (Recht)
Die Form ist im Recht die äußere Gestaltung eines Rechtsgeschäfts oder einer Rechtshandlung.

## Allgemeines
Die Privatautonomie ist das Recht der Rechtssubjekte, ihre privaten Rechtsverhältnisse nach eigener Entscheidung zu gestalten. Zu ihr gehört die Vertragsfreiheit als tragendem Prinzip des Schuldrechts. Ihr wiederum untergeordnet ist der Grundsatz der Formfreiheit, der die Abgabe von Willenserklärungen und den Abschluss von Rechtsgeschäften ohne Einhaltung einer bestimmten Form ermöglicht. Deshalb sind auch mündlich, durch Gebärdensprache (Handschlag, Kopfnicken) und sogar stillschweigend abgeschlossene Verträge allgemein wirksam. Diese generelle Formfreiheit erleichtert und beschleunigt den Rechtsverkehr insbesondere bei Massengeschäften des Alltags (Kauf im Supermarkt).
Die meisten Gesetze gehen deshalb von diesem Grundsatz der Formfreiheit aus und überlassen es den Vertragsparteien, die Form ihres Erklärungsmittels frei zu wählen (formlose Geschäfte). Das wichtigste Gesetz des deutschen Privatrechts, das BGB, erwähnt diese generelle Formfreiheit zwar nicht, sie kann jedoch mittelbar aus den wenigen formbedürftigen Regelungen entnommen werden. Das gilt auch für andere Rechtsnormen. So ist auch das Verwaltungsverfahren gemäß § 10 VwVfG nicht an bestimmte Formen gebunden, soweit keine besonderen Rechtsvorschriften für die Form des Verfahrens bestehen; es ist einfach, zweckmäßig und zügig durchzuführen. Daraus lässt sich schließen, dass Formvorschriften weder der Einfachheit noch der Zügigkeit dienen. Formgebundenheit ist daher eine Ausnahmeregelung.
Dort, wo ausnahmsweise Formvorschriften diese Formfreiheit einschränken, machen sie die Rechtswirksamkeit eines Rechtsgeschäfts oder einer Rechtshandlung von der Wahrung einer bestimmten Form (z. B. Schriftform, Eintragung bei Registern, Beiziehung von Zeugen, Registrierung bei Gericht) abhängig. Sie zwingen die Parteien zur Einhaltung der Form, weil ansonsten ungünstige Rechtsfolgen drohen.

## Geschichte
Das altrömische Recht ging insgesamt von einem rechtlichen Formalismus aus. Erstes in Schriftform gefasstes Gesetz war das römische Zwölftafelgesetz aus dem Jahre 449 v. Chr., dessen Form der Schriftlichkeit informatorischer Art war. Rechtsgeschäfte und Rechtsverfolgung unterlagen einem strengen Formalismus, so dass ein Pontifex im Rahmen der Pontifikaljurisprudenz als Kenner der Formulare (lateinisch carmina) für das Volk bei Bedarf ein Rechtsgutachten (lateinisch responsum) zwecks Belehrung erstellte. Streng formgebunden waren die altzivilen Rechtsgeschäfte mit Bindungswirkung (lateinisch nexum) oder die Übereignung von Grundstücken, Sklaven und Lasttieren (lateinisch mancipatio). Da den Römern anfangs der Gebrauch der Schrift zur Beurkundung privater Rechtsgeschäfte fremd war, bestand der Formzwang aus der Beiziehung von bis zu fünf Zeugen. Das Darlehen (lateinisch mutuum) hingegen blieb formfrei. Der kleinste Sprechfehler bei den Prozessformeln (lateinisch legis actio) führte zum Verlust eines Gerichtsprozesses. Justinian I. ließ neben der Schriftform unter anderem für Kaufverträge den mündlichen Geschäftsabschluss zu.
Im Mittelalter setzte sich der Formalismus fort, bis im 13. Jahrhundert in Europa die generelle Schriftlichkeit (lateinisch consuetudo in scriptis redacta) auch formlose Verträge anerkannte. In Deutschland übernahmen dies der Sachsenspiegel (verfasst zwischen 1210 und 1220 durch Eike von Repgow) und der Schwabenspiegel (1275). Die Schriftform entwickelte sich erst mit der Entstehung des Urkundenwesens, als „Brief und Siegel“ oder die Eintragung in öffentliche Bücher verlangt wurde. Die Goldene Bulle aus dem Jahre 1356 erwähnte bereits die Form von Schriftstücken („von der furme des gewaltbrieffs“). Das Kurpfälzische Landesrecht von 1582 hielt „bloße Worte“ für „keine kräftige, wirkliche Verbindung“. Erst der Usus modernus pandectarum des Samuel Stryk aus 1690–1692 brachte eine Geltung aller Verträge, unabhängig von Form und Inhalt. Der Niederländer Hugo Grotius ging davon aus, dass die Rechtsverbindlichkeit einer Willenserklärung der freien autonomen Persönlichkeit des Menschen entspringe und deshalb auch ohne besondere Manifestation gültig sei.
Das Allgemeine Preußische Landrecht (APR) vom Juni 1794 schuf die Förmlichkeiten des römischen Rechts ab, denn Willenserklärungen konnten nunmehr formfrei abgegeben werden. Es verwendete den Begriff Schriftform noch nicht, obwohl es diese für wichtige Verträge verlangte. In den §§ 131–184 APR zählte es lediglich einzelne Ausnahmen der Formfreiheit auf. Auch der französische Code civil vom März 1804 und das österreichische ABGB vom Juni 1811 propagierten die Inhalts- und Formfreiheit. Erst die deutsche Fachzeitschrift Juristische Wochenschrift aus dem Jahre 1888 erwähnte den Begriff: „Die Schriftform wird gewahrt, wenn die Urkunde … vom Urheber der Willenserklärung eigenhändig unterschrieben oder mittels gerichtlich oder notariell beglaubigten Handzeichens unterzeichnet ist.“ Noch die Motive zum BGB favorisierten im Jahre 1888 den Formzwang, denn dieser rufe „bei den Beteiligten eine geschäftsmäßige Stimmung hervor, weckt das juristische Bewusstsein, fordert zur besonnenen Überlegung heraus und gewährleistet die Ernstlichkeit der gefassten Entschließung“. Doch das im Januar 1900 in Kraft getretene BGB entschied sich für eine generelle Formfreiheit und beließ die meisten Geschäfte des Alltags der formlosen Vertragsfreiheit. Für die meisten dinglichen Rechtsgeschäfte indes gilt der Grundsatz der Formfreiheit nicht.

## Zweck
Aus den Motiven zum BGB ließen sich bereits die drei klassischen Formzwecke ableiten:
Klarstellungsfunktion
besteht aus Abschlussklarheit und Inhaltsklarheit;
Warnfunktion
Schutz der Vertragsparteien vor Übereilung und
Beweisfunktion
Beweissicherung, Prozessvermeidung, -verkürzung oder -vereinfachung.
Die Klarstellungsfunktion besteht sowohl aus einer Abschlussklarheit, wonach klar ist, dass ein Vertrag geschlossen wurde, als auch aus der Inhaltsklarheit, die Klarheit darüber verschafft, was die Parteien vereinbart haben. Insbesondere bei wirtschaftlich bedeutsamen oder risikobehafteten Geschäften sieht das Gesetz einen Formzwang vor, der die Parteien vor Übereilung schützen soll. Diese Warnfunktion bezweckt, dem Betroffenen die Risikohaftigkeit vor Augen zu führen und die Gefahr von voreiligen Entscheidungen zu verringern. Übereilung und unüberlegte Bindung verhindern notwendige Überlegungen über die Tragweite von Verträgen. Wirtschaftlich bedeutsam und mit Risiko behaftet sind Grundstücksgeschäfte, so dass für sie besonders strenge Formvorschriften bestehen. Zudem ist mit Formvorschriften eine Beweisfunktion verbunden. Die Form soll beweiskräftig klarstellen, ob und mit welchem Inhalt das Geschäft zustande gekommen ist. Die Parteien werden durch – hinderliche – Formzwänge vor Rechtsrisiken gewarnt, folgenreiche Verträge können durch Schriftform oder stärkere Formen Rechtssicherheit oder spätere Beweiskraft erlangen. Außerdem kann vor komplizierten Rechtsgeschäften eine Rechtsberatung und Belehrung stattfinden.
Schließlich kann durch Formvorschriften eine inhaltliche Überwachung des Rechtsgeschäfts oder dessen behördliche Kontrolle sichergestellt werden. So erfolgt eine wirksame behördliche Kontrolle von schriftlich abzufassenden Preisbindungen bei Zeitungen und Zeitschriften (§ 30 Abs. 2 GWB) durch das Bundeskartellamt oder durch Aufzeichnungspflichten der Wertpapierdienstleistungsunternehmen gegenüber der BAFin (§ 83 Abs. 2 WpHG). Der Notar sendet Kopien des Grundstückskaufvertrages an den Gutachterausschuss (für das Vergleichswertverfahren) und das Finanzamt (für die Grunderwerbsteuer).

## Arten
Man unterscheidet in Deutschland allgemein zwischen der gesetzlich vorgeschriebenen Form (gesetzliche Formvorschrift) und der durch die Parteien rechtsgeschäftlich freiwillig vereinbarten (gewillkürte Form; § 127 Abs. 1 BGB). Letztere können die Parteien wählen, wenn keine besondere gesetzliche Form vorgesehen ist. So werden viele bedeutsame Kaufverträge schriftlich abgefasst, obwohl das Gesetz ihre Schriftform nicht vorsieht. Ob eine bestimmte Formvorschrift einzuhalten ist, wird im Gesetz ausdrücklich erwähnt: „Zur Gültigkeit des Bürgschaftsvertrags ist schriftliche Erteilung der Bürgschaftserklärung erforderlich“ (§ 766 Satz 1 BGB). Um die neuen Formen der elektronischen Kommunikation zu berücksichtigen, gibt es seit August 2001 die elektronische Form und die Textform.
Folgende Formvorschriften – von der einfachsten bis zur strengsten Form – sind zu beachten:
Textform (§ 126b BGB)
Erklärungen sind in einer Urkunde oder in einer anderen zur dauerhaften Wiedergabe in Schriftzeichen geeigneten Weise abzugeben. Dazu gehören ausdruckbare E-Mails, Datenträger, Telefaxe oder ein ausdruckbares Computerfax. Die Person des Erklärenden ist zu nennen, dessen Unterschrift oder deren Nachbildung ist erkennbar zu machen. Es bedarf also weder der eigenhändigen Unterschrift noch einer elektronischen Signatur.
Elektronische Form (§ 126a BGB)
Diese aus dem Internet stammende Form muss den Aussteller enthalten und mit einer qualifizierten elektronischen Signatur nach dem Vertrauensdienstegesetz versehen sein. Seit April 2017 ermöglicht ein Gesetz die elektronische Form in der Bundesverwaltung als zulässige Erklärungsform in vielen Gesetzen und Verordnungen. Meist kommt die elektronische Form bei Mailorders und E-Commerce vor.
Schriftform (§ 126 BGB)
Bestimmte Schriftstücke, Verträge oder Urkunden müssen schriftlich abgefasst sowie vom Aussteller und dessen Vertragspartner eigenhändig mit voller Namensunterschrift unterzeichnet sein. Anstelle der Unterschrift genügt auch ein notariell beglaubigtes Handzeichen. Bei einem Vertrag muss die Unterzeichnung der Parteien auf derselben Urkunde erfolgen. Die Art der Schriftform reicht von gedruckten Dokumenten bis zum vollständig eigenhändig geschriebenen Testament.
Beglaubigung (§ 129 BGB)
bei öffentlicher Beglaubigung ist die Erklärung schriftlich abzufassen und die Unterschrift des Erklärenden von einem Notar zu beglaubigen. Die öffentlich beglaubigte Form ist insbesondere bei Eintragungen und Löschungen zu öffentlichen Registern erforderlich. Anmeldungen zur Eintragung in das Handelsregister sind nach § 12 Abs. 1 HGB elektronisch in öffentlich beglaubigter Form einzureichen, dabei können Dienstsiegel elektronisch dargestellt werden. Ist eine Urschrift oder eine einfache Abschrift einzureichen oder ist für das Dokument die Schriftform bestimmt, genügt die Übermittlung einer elektronischen Aufzeichnung; ist eine öffentlich beglaubigte Abschrift oder ein notariell beurkundetes Dokument einzureichen, so ist ein mit einem einfachen elektronischen Zeugnis (§ 39a BeurkG) versehenes Dokument zu übermitteln (§ 12 Abs. 2 HGB). In § 29 Abs. 1 GBO wird verlangt, dass Eintragungen ins Grundbuch nur aufgrund öffentlich beglaubigter Urkunden vorzunehmen sind (beispielsweise die Löschungsbewilligung).
Beurkundung (§ 128 BGB)
die strengste Formvorschrift verlangt, dass bestimmte Rechtsgeschäfte von einem Notar in einer Niederschrift abgefasst werden müssen, von diesem den Beteiligten vorgelesen, von den Beteiligten genehmigt und in Anwesenheit des Notars eigenhändig unterzeichnet werden müssen. Hierzu gehört insbesondere der Grundstückskaufvertrag nach § 311b Abs. 1 BGB.
Bei allen Arten gilt der Grundsatz, dass eine einfache Formvorschrift durch den Willen der Beteiligten von einer strengeren ersetzt werden kann, nicht aber umgekehrt.

## Besonderheiten in Deutschland

### Öffentliches Recht
Im öffentlichen Recht (Verwaltungsrecht) gelten besondere Formvorschriften für Verwaltungsakte und öffentlich-rechtliche Verträge. Es bestehen auch besondere Vorschriften zur Heilung eines Formmangels.

### Verfahrensrecht
Die Einhaltung einer bestimmten gesetzlichen Form ist für viele Verfahrenshandlungen eine Zulässigkeitsvoraussetzung. Das Formerfordernis bezweckt die geordnete und zügige Durchführung des Verfahrens. Die formelle Prüfung geht der inhaltlichen voraus und soll durch Zurückweisung von Verfahrenshandlungen, die nicht der Form entsprechen, zur Entlastung insbesondere der Gerichte führen. Ist die Form nicht eingehalten, wird die Verfahrenshandlung nicht dem Inhalt nach geprüft, sondern als „unzulässig“ verworfen.

### Formfehler
Als Formfehler wird ein Fehler bezeichnet, bei dem nur die Form, jedoch nicht der Inhalt fehlerhaft ist. Dieses kommt meistens bei juristischen Sachverhalten vor.
Beispiele von Formfehlern:
- schriftlicher Antrag statt mündlicher Antrag,
- öffentliche Beurkundung wird benötigt,
- ein Formular muss eingereicht werden.

## Rechtsfolgen des Formmangels
Der Formmangel von formbedürftigen Rechtsgeschäften führt nach § 125 BGB zu deren Nichtigkeit. Hiermit zwingt das Gesetz den Rechtsverkehr zur Beachtung der Formvorschriften, weil ansonsten die Verträge oder Rechtshandlungen nicht oder nur teilweise gültig sind. Diese harte Konsequenz ist notwendig, da sonst die Formvorschriften wertlos würden. Die Nichtigkeit ist absolut und von Gerichten von Amts wegen zu beachten. Dort, wo vom Gesetz Formvorschriften vorgesehen sind, muss die Nichtigkeit nicht mehr besonders erwähnt werden, denn sie ist durch § 125 BGB generell angeordnet. In einigen Fällen lässt es das Gesetz aber ausdrücklich zu, dass durch Hinzutreten weiterer Umstände (wie etwa der Vollzug eines an sich formnichtigen Vertrages) das Rechtsgeschäft dennoch wirksam bleibt. Die Fälle, in denen eine derartige Heilung möglich ist, sind konkret im Gesetz beschrieben. So wird ein nicht notariell beurkundeter Grundstückskaufvertrag wirksam, wenn die Auflassung und Eintragung ins Grundbuch erfolgt sind (§ 311b Absatz 1 Satz 2 BGB). Der ohne notarielle Beurkundung geschlossene Vertrag über ein Schenkungsversprechen wird wirksam, wenn die versprochene Leistung freiwillig erbracht ist (§ 518 Abs. 2 BGB). Nach § 494 Abs. 2 BGB ist ein nicht schriftlich abgeschlossener Verbraucherdarlehensvertrag gültig, wenn das Darlehen an den Verbraucher ausgezahlt wird.

## International
In Österreich räumt § 883 ABGB allgemeine Formfreiheit ein. Das Gesetz überlässt es regelmäßig den Parteien, in welcher Form sie ein Geschäft schließen wollen. Mündlich, schriftlich aber auch mit oder ohne Zeugen können Geschäfte abgeschlossen werden. Diese Formfreiheit ist allerdings durch zahlreiche Sonderregelungen eingeschränkt. Die Formvorschriften dienen im Wesentlichen dem Verbraucherschutz und dem Schutz vor Übereilung (z. B. Schriftlichkeit für die Verpflichtungserklärung des Bürgen oder bestimmter Verbrauchergeschäfte), dem Schutz besonders hilfsbedürftiger Personen (z. B. Blinden), der Beweissicherung (z. B. bei Zustimmungserklärung bei medizinisch unterstützter Fortpflanzung, Schriftform von Testamenten, Patientenverfügungen, Mietrecht, Dokumentationspflicht durch Gericht oder Notar bei Erbverzicht oder wenigen Unternehmensverkäufen) und der Offenkundigkeit (z. B. Eheschließung nur vor dem Standesbeamten). Hinsichtlich der elektronischen Signatur gibt es Sonderbestimmungen.
Auch in der Schweiz unterliegen Verträge grundsätzlich keiner Formvorschrift. Falls für einen Vertrag eine bestimmte Form erforderlich ist, wird diese ausdrücklich im Gesetz erwähnt (Art. 12 OR). Ist für ein bestimmtes Rechtsgeschäft eine schriftliche Form vorgeschrieben, so muss der Vertrag von allen Parteien handschriftlich unterschrieben werden oder mit einer „qualifizierten digitalen Signatur“ nach Schweizer Signaturgesetz (ZertES) digital signiert werden (mit Ausnahme von Rechtsgeschäften, für die eine Beurkundung erforderlich ist wie z. B. ein Grundstückkauf oder ein Ehevertrag – diese Arten von Rechtsgeschäften bedürfen zwingend der handschriftlichen Unterschrift).
In vielen Fällen haben die internationalen Formvorschriften vor allem eine Dokumentations- und Kontrollfunktion für Behörden, um zu verhindern, dass Unternehmen oder Privatpersonen durch Rechtsgestaltung oder kriminelle Handlungen eventuell mit Hilfe von Offshore-Finanzplätzen, Kreditinstituten (Schattenbanken) oder Politikern (auch unter Verwendung von Steueroasen oder für sie günstigeren Niedrigsteuerländern) wichtige Vorschriften hinsichtlich Steuerpflicht, Gläubigerschutz oder Verbraucherschutz umgehen. Durch international vereinbarte Formvorschriften bei bestimmten Rechtsgeschäften soll Geldwäsche, Korruption, Steuerhinterziehung aber auch Terrorismus verhindert werden. Entscheidend für die Effektivität der Formvorschrift ist, dass diese nicht durch korrumpierte Organe überprüft, vollzogen, errichtet oder verfälscht wird.
Grundsätzlich gilt, dass die Einhaltungsüberprüfung der Gesetze durch die Formvorschrift erleichtert wird und damit dazu die Informations-, Überwachungs- und Durchsetzungskosten des Gemeinwesens gesenkt werden beziehungsweise die Verhandlungsmacht der Parteien verschoben wird (z. B. hin zum Verbraucher) und sich insgesamt dadurch die Wirtschaftsleistung des Gemeinwesens erhöht.

## Sonstiges
Abzugrenzen ist die rechtliche Form vom formellen Recht. Hierunter werden einerseits im Verfahrensrecht alle zur staatlichen Entscheidungsfindung vorhandenen Rechtsnormen verstanden. Andererseits ist formelles Recht im Gegensatz zum materiellem Recht der Teil des Rechts, der vorschreibt, wie materielles Recht im Einzelnen durchgesetzt werden kann (siehe Bewilligung).
„Pro forma“ (lateinisch pro forma, „um der (äußeren) Form willen“ oder zum Schein) bedeutet, dass eine erzwungene äußere Form gewahrt werden oder dass die Einhaltung eines Formzwangs nur einen Rechtsschein erzeugen soll.